# Tlnovelas
Tlnovelas es un canal de televisión por suscripción internacional de origen mexicano, propiedad de TelevisaUnivision, enfocado en telenovelas. El canal se distribuye en América y Europa. En Estados Unidos su señal se encuentra disponible bajo el nombre de Univision Tlnovelas.

## Historia
El canal fue lanzado originalmente, en el año 1993, por el cableoperador Cablevision, propiedad de Televisa, al poco tiempo, se subió al satélite y comenzó a distribuirse en América, en el Cono Sur lo distribuia Imagen Satelital, junto al resto de los canales de Visat.
El 15 de septiembre de 1997, se lanza la señal en Europa, contando solamente con cuatro telenovelas (Los hijos de nadie, Canción de amor, Bajo un mismo rostro y Morir dos veces) de Televisa en su programación diaria, la mayoría de ellas estrenadas casi recientemente en México. Se hace un rebranding del canal, llamándose TL Novelas.
En 2001, expande su cobertura en Latinoamérica, aprovechando la buena distribución y las señales que dejó vacante el canal Eco luego de su cierre, emitiendo la misma programación y aumentando su repertorio a seis telenovelas por día.
En 2002, las señales de América y Europa se dividen para cubrir con los gustos de cada región.
El 5 de septiembre de 2007, renueva su imagen corporativa conmemorando los 10 años del canal y los 50 de la telenovela en México. 
El 4 de julio de 2011, renueva su imagen corporativa.
En 2016, cambia la relación de aspecto de 4:3 a 16:9 y cambia el paquete gráfico.
El 11 de febrero de 2019, cambia su imagen corporativa y su concepto, ahora siendo un canal de telenovelas (innovando con dos capítulos al día) y programas de producción original acerca del género televisivo, también comienza a emitir nativamente en alta definición. 
En 2020, durante la pandemia por COVID-19, tuvo sus mayores récords de audiencia y desde entonces se ha posicionado como uno de los 3 canales con mayor audiencia en la televisión paga de México e Hispanoamérica.
En el año 2021 se ubicó por primera vez en su historia, en el segundo lugar del ranking general personas 4+ de la televisión de paga en México según la medición de Nielsen-Ibope, y uno de los canales dentro del Top 10 de la TV de paga en Latinoamérica.
Su director es Daniel Lares.
En 2022 estrenó su sistema de remasteización con Corazón Salvaje y Amor real. El 13 de febrero de 2023 se estrenó las primeras telenovelas Acapulco, cuerpo y alma y Te sigo amando en remasterización en HD hasta ahora Tlnovelas están estrenando telenovelas resmasterizadas para mejorar el sonido y la imagen de las mismas. Así el 20 de febrero de 2023 se cambió su paquete gráfico y con el eslogan El espectáculo de las emociones.
De acuerdo con datos de la medidora oficial de audiencias Nielsen-Ibope, 2023 el canal tlnovelas ocupa por primera vez el primer lugar del ranking general personas mayores de 4 años (4+) en la televisión paga en México y el tercer lugar en Hispanoamérica. En 2024 refrendó su posición.
Para mayo de 2025 estrenó “Remasterización Plus”: una versión avanzada de su sistema de Remasterización desarrollado interno de equipos de producción del canal y técnicos junto con Protele. Consiste en mejoras en la aplicación de Inteligencia Artificial gracias a una reingesta de alta calidad de las cintas nativas de las telenovelas, corrección de color de alta tecnología y una mejora al audio de origen. Sus dos primeros títulos bajo este sistema son: Alborada (2005) y Cañaveral de pasiones (1996).